# Jonas Molz
Jonas Molz (* 6. September 2000 in Witten) ist ein deutscher Handballspieler, der aktuell für die HSG Krefeld spielt.

## Karriere
Der linke Rückraumspieler begann mit acht Jahren beim HSV Herbede mit dem Handballspielen. Von 2013 bis 2016 spielte er für den Bergischen HC und die nächsten drei Jahre beim VfL Gummersbach, wo er auch ein Freiwilliges Soziales Jahr bei der Geschäftsstelle des Vereins durchführte. Im Oktober 2018 riss er sich in einem Spiel der A-Jugend-Bundesliga die linke Achillessehne. Von 2019 bis 2021 lief er für den Bundesligisten GWD Minden auf. Danach wechselte er zur HSG Krefeld in die 3. Liga.
Molz ist außerdem Jugend-Nationalspieler.